# Пало-Алто
Па́ло-А́лто, Па́ло-А́льто (англ. Palo Alto, произносится [ˌpæloʊˈæltoʊ]) — город в округе Санта-Клара, штат Калифорния, США. Название происходит от испанских слов исп. palo — «дерево» (оно изображено на гербе города) и исп. alto — «высокое».
Пало-Алто — исторический центр Кремниевой долины США, часто называемый её неофициальной столицей. Город граничит с кампусом Стэнфордского университета, который имеет статус самостоятельной административной территории.
Пало-Алто является местом рождения и штаб-квартирой многих знаменитых компаний, в том числе Hewlett-Packard, Xerox, Apple, Facebook, VMware и Tesla Motors, здесь находится академическое издательство Annual Reviews.
Возле дома 218 на улице Ченнинг установлен памятный знак на месте бывшей лаборатории Федеральной телеграфной компании, где работал известный американский инженер Ли де Форест — изобретатель триода, электронной вакуумной лампы, используемой для усиления сигнала.

## География
Город расположен между Сан-Франциско и Сан-Хосе (в 28 км северо-западнее Сан-Хосе); в 188 км юго-западнее столицы штата Сакраменто, США.

### Гидрография
Пало-Алто пересекают несколько ручьёв, которые текут на север, к Сан-Франциско, на восточной границе протекает ручей Адобе, ручей Сан-Францискито на западной границе, и ручей Матадеро между двумя другими. Ручей Арастрадеро является притоком ручья Матадеро, а ручей Баррон втекает в обводной канал от ручья Адобе к югу от шоссе 101. Ручей Сан-Францискито образуется при слиянии ручья Корте-Мадера и ручья Бир-Крик, несколько ниже плотины Сирсвилль. Ниже по течению ручей Лос-Транкос является притоком Сан-Францискито, протекающим южнее трассы Interstate 280.

## История
Ранние сведения о Пало-Алто восходят к 1769 году, когда Гаспар де Портола нашёл в этих местах городок олони.
Город получил своё название от местной достопримечательности — высокой секвойи Эль Пало-Алто, которая до сих пор растёт на восточном берегу ручья Сан-Францискито напротив Менло-Парк.
В 1827 Рафаэль Сото, десятый ребёнок и сын участников экспедиции де Ансы Игнасио Сото и Марии Барбары де Эспиноса Луго Альта, пришёл в эти места и поселился в своём Ранчо Корте-де-Мадера с Максимо Мартинес, с которой прожил семь лет. Расположенное к югу от ручья Сан-Францискито, к западу от сегодняшней трассы I-280, Ранчо де-Мадера-Корте охватывает большую часть долины Портола, расширяется в районе California State Route 35 на юг до Колледжа Футхилл. В 1835 году Рафаэль Сото вместе с семьёй поселились рядом с ручьём Сан-Францискито возле Ньюэлла и Миддлфилда, чтобы заниматься здесь продажей товаров для путешественников. Рафаэль Сото умер в 1839 году, но его жене, Марии Антонии Месе, было предоставлено во владение Ранчо Ринконада-дель-Арройо-де-Сан-Францискито в 1841 году.
В 1839 году её дочь Мария Луиза Сото вышла замуж за Джона Коппингера, который был владельцем Ранчо Каньяда де Раймундо. Ранчо Каньяда де Раймундо было расположено к западу от ручья Сан-Францискито, и, начавшись у Alambique Creek, северной границе Ранчо Корте-де-Мадера, расширялась на север, охватывая в том числе Вудсайд. После смерти Коппингера, Мария унаследовала его и позже вышла замуж за капитана лодки, Джона Грира. Грир владел домом на том месте, где в настоящее время находится Town & Country Village в Эмбаркадеро и El Camino Real. В честь Грира были названы Грир-авеню и суд. Ранчо Сан-Францискито было основано в 1839 году Антонио Буэльна и его женой Марией Консепсьон.
Леланд Стэнфорд начал скупать земли в этом районе в 1876 году для конной фермы. В 1878 году на его ферме Пало-Альто и по его поручению британский пионер фотографии Эдвард Мейбридж произвёл серию «автоматических» фотоснимков, изображающих движение лошади, считающихся важным этапом в развитии кинематографа (см. «Салли Гарднер в галопе»). Стэнфорд купил ферму Эйршир в 1882 году. Джейн и Леланд Стэнфорд основали Стэнфордский университет в 1891 году в память об сыне, который умер от брюшного тифа в возрасте 15 лет в 1884 году. В 1886 году Стэнфорд пришёл в Мэйфилд, заинтересованный в создании своего университета. У него было одно условие: алкоголь должен был уйти из города. Известный своими буйными салунами (их было 13), Мэйфилд отклонил его просьбы о реформе. Это привело его к вынужденному созданию в Пало-Алто общества трезвости в 1894 году, в формировании которого ему помог его друг Тимоти Хопкинс, глава Южной Тихоокеанской железной дороги, который купил 740 акров (3.0 км²) частной земли в 1887 году для создания места для постройки города. Это место было провозглашено местным наследием в 1994 году (в столетие Пало-Алто). Стэнфорд создал свой университет, Стэнфордский университет и остановки поезда (на Юниверсити-авеню (англ. University Avenue) в своём только что созданном городе. С поддержки Стэнфорда Пало-Алто вырос до размеров Мэйфилда. 2 июля 1925 года Пало-Алто голосованием одобрил поглощение Мэйфилда и двух общин 6 июля 1925. Это событие объясняет, почему Пало-Алто имеет два даунтауна: один вдоль Юниверсити-авеню и один вдоль Калифорния-авеню.

## Образование

### Школы и школьные системы
- Gunn High School
- Palo Alto High School
- Los Altos School District
- Mountain View-Los Altos Union High School District
- Castilleja School
- International School of the Peninsula
- Kehillah Jewish High School

### Университеты и колледжи
- Стэнфордский университет
- Palo Alto University[англ.]

## Города-побратимы
Пало-Алто имеет шесть городов-побратимов:
- Альби, Франция
- Линчёпинг, Швеция
- Оахака, Мексика
- Пало, Филиппины
- Энсхеде, Нидерланды
- Цутиура, Япония